# Helen O'Connell
Helen O'Connell (née le 23 mai 1920 à Lima (Ohio), morte le 9 septembre 1993 à San Diego) est une chanteuse américaine.

## Biographie
Helen O'Connell grandit à Toledo (Ohio). À 15 ans, elle et sa sœur aînée, Alice, chantent des duos dans des clubs et des hôtels et sur les stations de radio de Toledo.
O'Connell lance sa carrière de chanteuse de big band avec Larry Funk et son Band of a Thousand Mélodies. Elle chante avec le groupe de Funk à Greenwich Village quand le manager de Jimmy Dorsey la découvre.
O'Connell rejoint le groupe de Dorsey en 1939 et réalise ses meilleurs disques de vente au début des années 1940 avec Green Eyes, Amapola, Tangerine et Yours. Dans chacun de ces numéros d'influence latine, le crooner Bob Eberly est le premier interprète tandis qu'O'Connell reprend dans un arrangement un peu plus rapide. O'Connell est élue par les lecteurs de DownBeat meilleure chanteuse en 1940 et 1941 et remporte le sondage du magazine Metronome en 1940 comme meilleure chanteuse.
O'Connell arrête sa carrière après son premier mariage en 1943. Lorsque son mariage prend fin en 1951, elle reprend sa carrière, remportant un certain succès et faisant des apparitions régulières à la télévision. En 1953, O'Connell et Bob Eberly animent Tv's Top Tunes, un programme d'été de remplacement de l'émission de télévision de Perry Como sur CBS. L'émission se fait avec Ray Anthony et son orchestre. En mars 1955, O'Connell se rend en Australie pour être la première partie de la tournée du chanteur Johnnie Ray, qui établit un nouveau record du nombre de spectateurs en Australie jusqu'à la venue des Beatles en 1964 (et au cours de laquelle les médias locaux rapportent que O'Connell eût une relation amoureuse avec Ray). O'Connell est également le chanteur vedette de The Russ Morgan Show sur CBS TV en 1956. En 1957, elle a son propre programme de 15 minutes, The Helen O'Connell Show, deux fois par semaine sur NBC.
Helen O'Connell est l'une des premières femmes de l'émission The Today Show de NBC. Peu importante, elle est présente de 1956 à 1958.
En 1961, Helen O'Connell co-anime le programme de Desilu pour NBC, Here's Hollywood, faisant des interviews avec des célébrités, souvent chez elles. O'Connell coorganise les concours de Miss USA et Miss Univers avec Bob Barker de 1972 à 1980 et est nommée pour un Emmy Award en 1976 pour sa couverture du concours de Miss Univers. O'Connell chante en duo avec Bing Crosby, Johnny Mercer et Dean Martin. Elle chante l'hymne national au Super Bowl XV en 1981. L'enregistrement de Brazil par O'Connell en 1942 avec le Jimmy Dorsey Orchestra est ajouté en 2009 au Grammy Hall of Fame Award.
O'Connell est mariée au playboy riche Clifford Smith, Jr. de 1941 à 1951 et au romancier Tom T. Chamales moins d'un mois après leur rencontre en 1957 et a trois enfants du premier et une fille du second, Helen Maria Chamales. Le 20 mars 1960, Tom T. Chamales meurt asphyxié dans l'incendie causée par une cigarette ayant mis le feu à un divan ; le jour de sa mort, il devait comparaître devant le tribunal pour violence conjugale. Son dernier mariage est en 1991 avec le compositeur Frank De Vol. Le 9 septembre 1993, elle meurt d'un cancer. Ses funérailles ont lieu à l'église catholique Saint-Paul du Westwood, en Californie, dont elle était membre.